# Eresia eunice
Eresia eunice is een vlinder uit de familie Nymphalidae. De wetenschappelijke naam van de soort is voor het eerst geldig gepubliceerd in 1807 door Jacob Hübner.